# Dexter Fletcher
Dexter Fletcher (ur. 31 stycznia 1966 w Londynie) – angielski aktor, reżyser i scenarzysta telewizyjny, teatralny i filmowy.

## Życiorys
Urodził się w Enfield, w północnym Londynie. Miał dwóch starszych braci – Steve’a (ur. 27 marca 1962) i Grahama (ur. 3 listopada 1963, zm. 2019 w wieku 55 lat walcząc z chorobą nowotworową).
W młodym wieku, za namową matki, uczęszczał wraz ze swoimi braćmi na zajęcia teatralne prowadzone w londyńskiej Anna Scher Theatre School. Uczęszczał do Fortismere School w Muswell Hill.
Mając siedem lat trafił po raz pierwszy na duży ekran w brytyjskiej komedii Steptoe i syn podróżny znowu (Steptoe and Son Ride Again, 1973) jako syn kobiety w mieszkaniu (Diana Dors). W wieku dziewięciu lat zagrał postać BabyFace’a w czarnej komedii muzycznej Alana Parkera Bugsy Malone (1976) u boku Scotta Baio i Jodie Foster. Jego kolejnym występem w kinie był dramat biograficzny Davida Lyncha Człowiek słoń (The Elephant Man, 1980) u boku Anthony’ego Hopkinsa i przygodowy dramat historyczny Rogera Donaldsona Bunt na Bounty (The Bounty, 1984) z Melem Gibsonem.
Jako 11-latek zadebiutował na scenie Aldwych Theatre w spektaklu szekspirowskim Sen nocy letniej (1977) jako Cobweb. Występował potem w teatrach: Crucible Theatre (1980), Aldwych Theatre (1980, 1981), Glyndebourne Opera (1981), Barbican Theatre (1982), Pit (1982), Lyric Hammersmith (1982), Royal Shakespeare Theatre (1984), Newcastle Theatre Royal (1985), Lyric Studio (1986, 1997), Old Red Lion Theatre (1994), Cottesloe Theatre (1995) i Theatre Royal Haymarket (2004).
Wziął udział w przesłuchaniu do roli Robina w filmie Batman Forever (1995), jednak postać tę zagrał ostatecznie Chris O’Donnell. W wieku dwudziestu lat został zaangażowany przez słynnego angielskiego malarza i reżysera Dereka Jarmana, u którego zagrał postać tytułowego młodego niepokornego i kontrowersyjnego włoskiego malarza okresu baroku w dramacie biograficznym Caravaggio (1996).
Fletcher pojawił się w audycji radiowej The Way We Live Right Now i w teledysku Kylie Minogue „Some Kind of Bliss” (1997).
23 marca 2012 miała miejsce premiera jego reżyserskiego debiutu komediodramatu Dziki Bill (Wild Bill, 2011) z Willem Poulterem, Iwanem Rheonem i Radosławem Kaimem. Rok później wyreżyserował komedię muzyczną Sunshine on Leith (2013) z Freyą Mavor, Peterem Mullanem i Jasonem Flemyngem. Był reżyserem reklam telewizyjnych dla McDonald’s i narratorem programów telewizyjnych, a także pracował przy realizacji audiobooków.
Popularność zawdzięcza telewizyjnym kreacjom; jako sierżant John Martin w serialu BBC/HBO Kompania braci (Band of Brothers, 2001) oraz w roli Tony’ego Casemore serialu BBC Hotel Babylon (2006-2008).

## Życie prywatne
Spotykał się z Julią Sawalhą i Lizą Walker. W 1997 poślubił Litwinkę Dalię Ibelhauptaite, związaną z teatrem i reżyserią operową.

## Wybrana filmografia

### Aktor

#### Filmy fabularne
- 1976: Bugsy Malone jako Baby Face
- 1980: Długi Wielki Piątek (The Long Good Friday) jako dzieciak
- 1980: Człowiek słoń (The Elephant Man) jako Chłopiec Byte'a
- 1984: Bunt na Bounty (The Bounty) jako Thomas Ellison
- 1985: Rewolucja (Revolution) jako Ned Dobb
- 1986: Gotyk (Gothic) jako Rushton
- 1986: Caravaggio jako Caravaggio za młodu
- 1987: Lwie serce (Lionheart) jako Michael
- 1990: Podwójna obsesja (El Sueño del mono loco) jako Malcolm Greene
- 1996: Martwy Londyn (Dead London) jako Nick
- 1996: Więzy miłości (Jude) jako ksiądz
- 1997: Człowiek, który wiedział za mało (The Man Who Knew Too Little) jako Otto
- 1998: Porachunki (Lock, Stock and Two Smoking Barrels) jako Soap
- 2002: Ciśnienie (Below) jako Kingsley
- 2004: Przekładaniec (Layer Cake) jako Cody
- 2006: Chyba śnisz (In Your Dreams) jako Albert
- 2006: Tristan i Izolda (Tristan + Isolde) jako Orick
- 2007: Gwiezdny pył (Stardust) jako Pirat

#### Filmy TV
- 1978: Nędznicy (Les Miserables) jako Gavroche
- 1997: Salomon (Solomon) jako Rehoboam
- 1999: Opowieści z metra (Tube Tales) jako Joe

#### Seriale TV
- 1980: Jukes of Piccadilly jako Ben
- 1989: Boon jako Eddie Cotton
- 2001: Kompania Braci (Band of Brothers) jako sierżant John Martin
- 2005: Królowa dziewica (The Virgin Queen) jako Sir Thomas Radcliffe – Lord Sussex
- 2006-2008: Hotel Babylon jako Tony Casemore

### Reżyser
- 2011: Wild Bill
- 2013: Sunshine on Leith
- 2016: Eddie zwany Orłem
- 2019: Rocketman